# Montescourt-Lizerolles
Montescourt-Lizerolles is een gemeente in het Franse departement Aisne (regio Hauts-de-France). De plaats maakt deel uit van het arrondissement Saint-Quentin. Montescourt-Lizerolles telde op 1 januari 2022 1.619 inwoners.

## Geografie
De oppervlakte van Montescourt-Lizerolles bedroeg op 1 januari 2022 6,29 vierkante kilometer; de bevolkingsdichtheid was toen 257,4 inwoners per km².
De onderstaande kaart toont de ligging van Montescourt-Lizerolles met de belangrijkste infrastructuur en aangrenzende gemeenten.

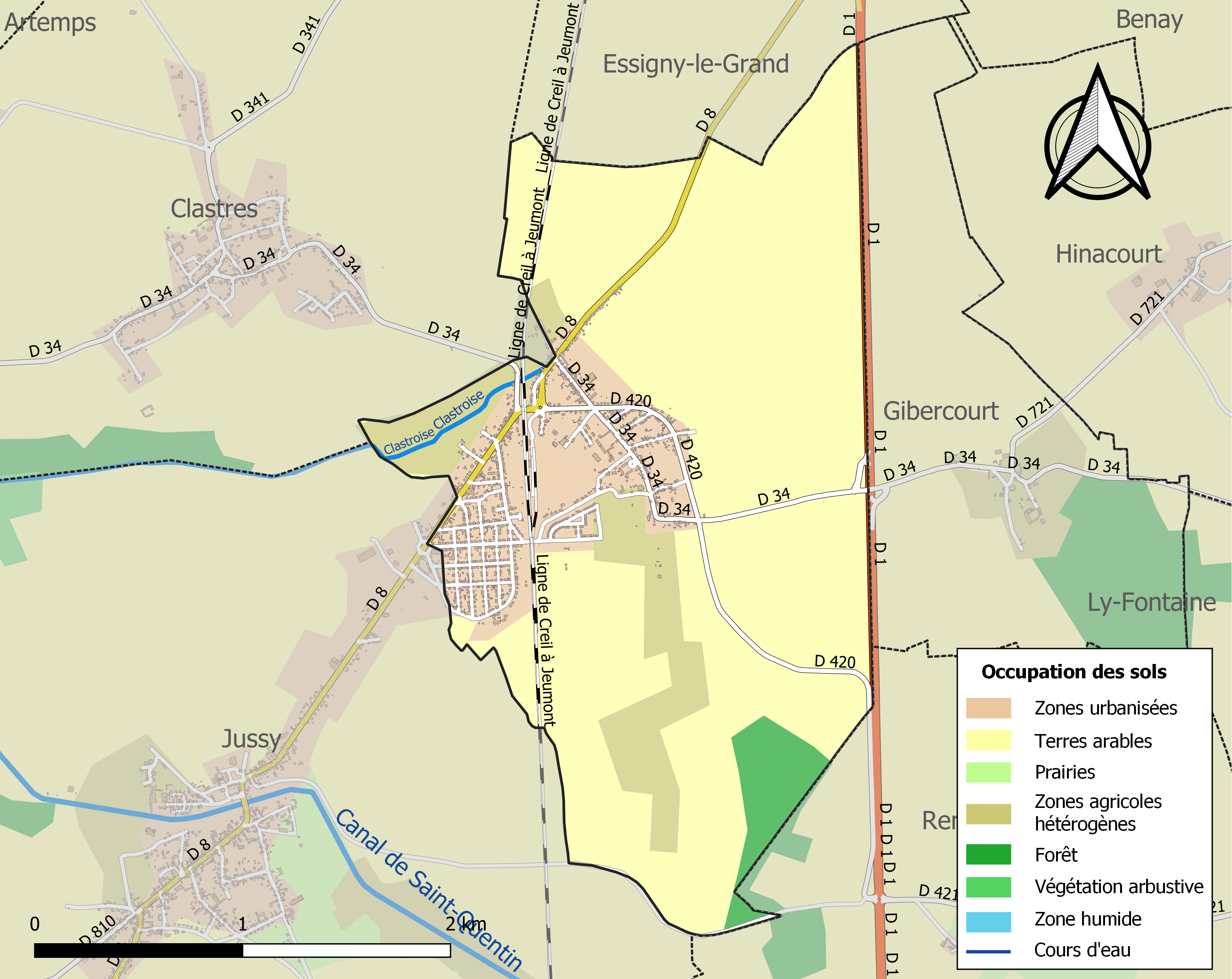

## Verkeer en vervoer
In de gemeente ligt spoorwegstation Montescourt.

## Demografie
Onderstaande figuur toont het verloop van het inwonertal (bron: INSEE-tellingen).
Vanwege een beveiligingsprobleem met de MediaWiki Graph-software is het momenteel niet mogelijk deze grafiek weer te geven. Zodra de software is bijgewerkt zal de grafiek vanzelf weer zichtbaar worden.